# Tay nắm cửa

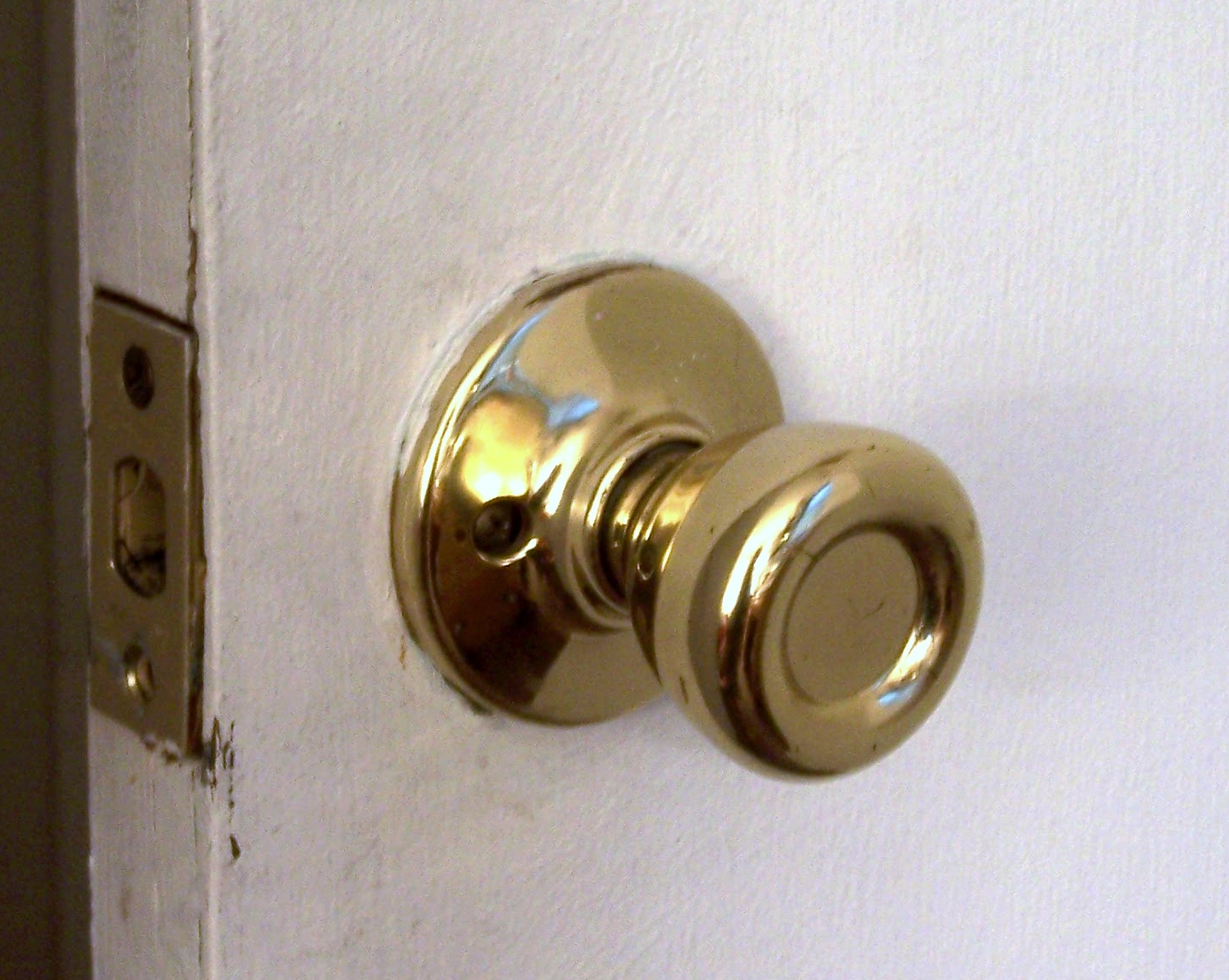
Tay nắm cửa tròn cổ điển phổ biến ở Hoa Kỳ.

Tay nắm cửa (hay gọi tắt là nắm cửa, tiếng Anh: door handle, doorknob) là một bộ phận gắn kèm hoặc cơ chế dùng để mở/đóng cửa bằng tay. Có nhiều loại tay nắm cửa khác nhau trên thị trường như tay nắm tròn, tay nắm vuông (chữ O hoặc A), nắm cửa chìm (cửa ô tô)... được làm bằng các chất liệu phổ biến như gỗ, sắt, thép, nhựa và inox. Thông thường, tay nắm cửa chính (phòng khách) sẽ có cơ chế phức tạp hơn tay nắm cửa phòng ngủ hay phòng vệ sinh vì yêu cầu cần tính an toàn và bảo vệ tài sản.

## Bộ sưu tập

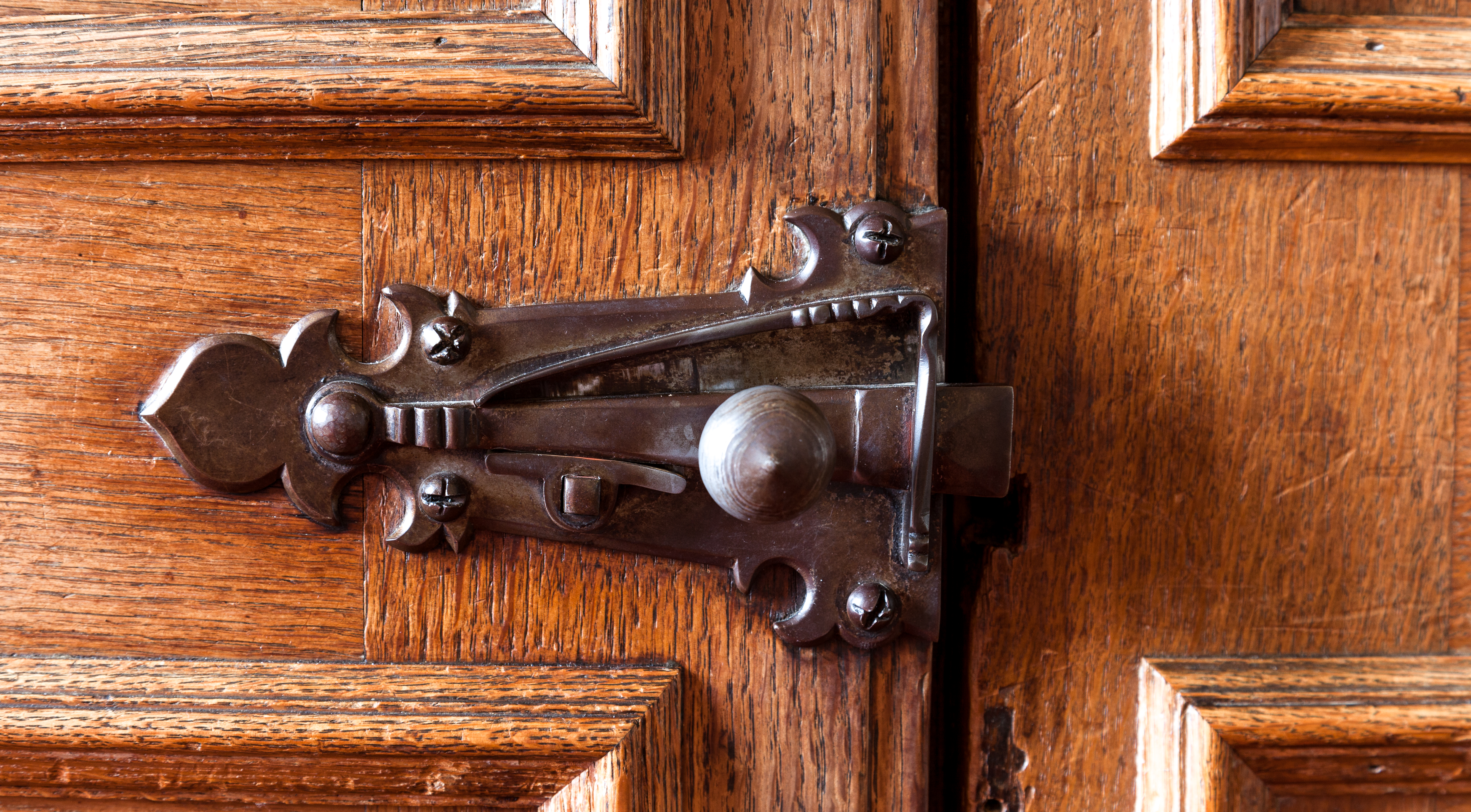
Chốt cửa ở Madingley, Cambridgeshire
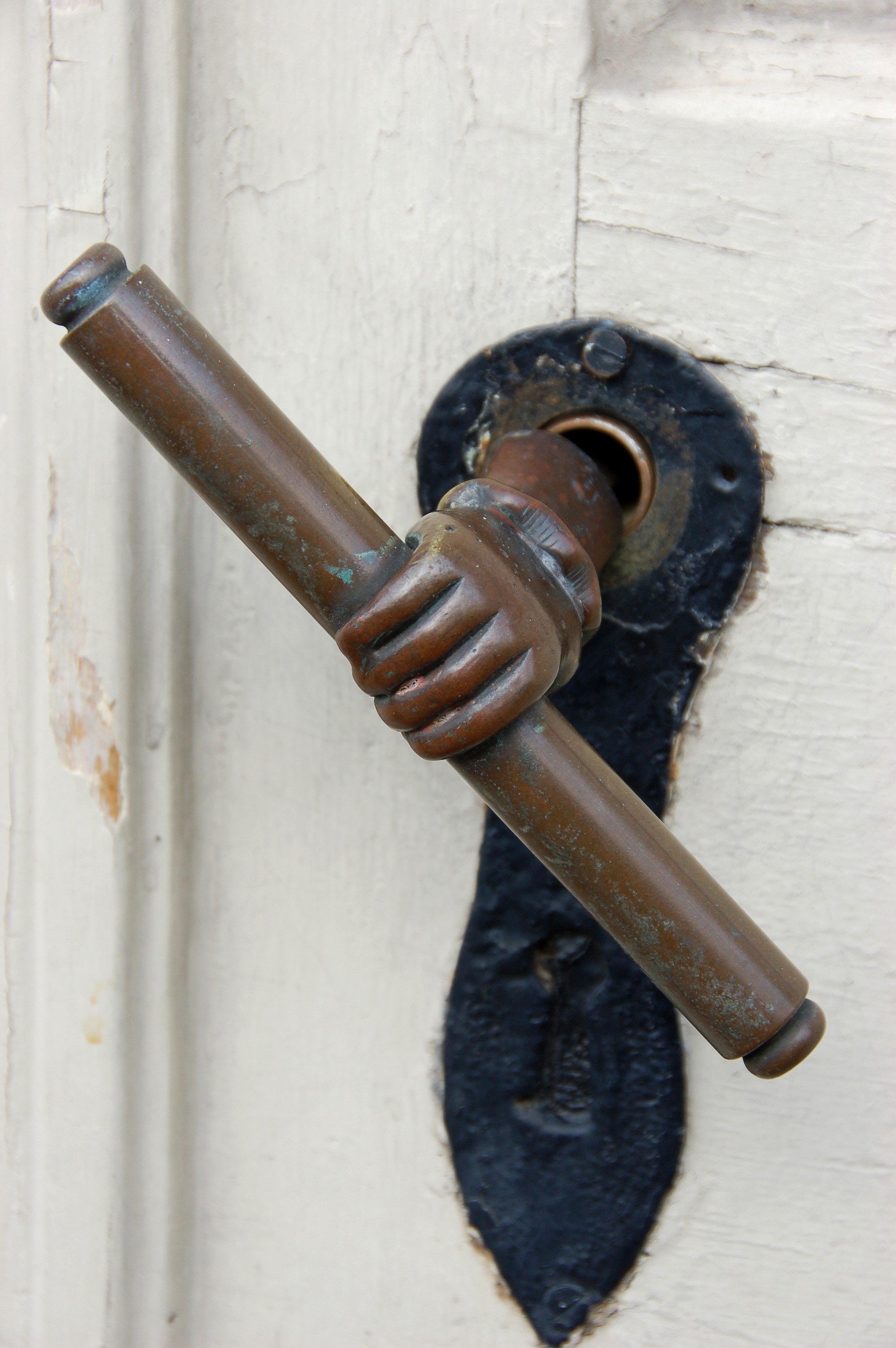
Tay nắm cửa trang trí công phu trên một Nhà thờ Moravian.
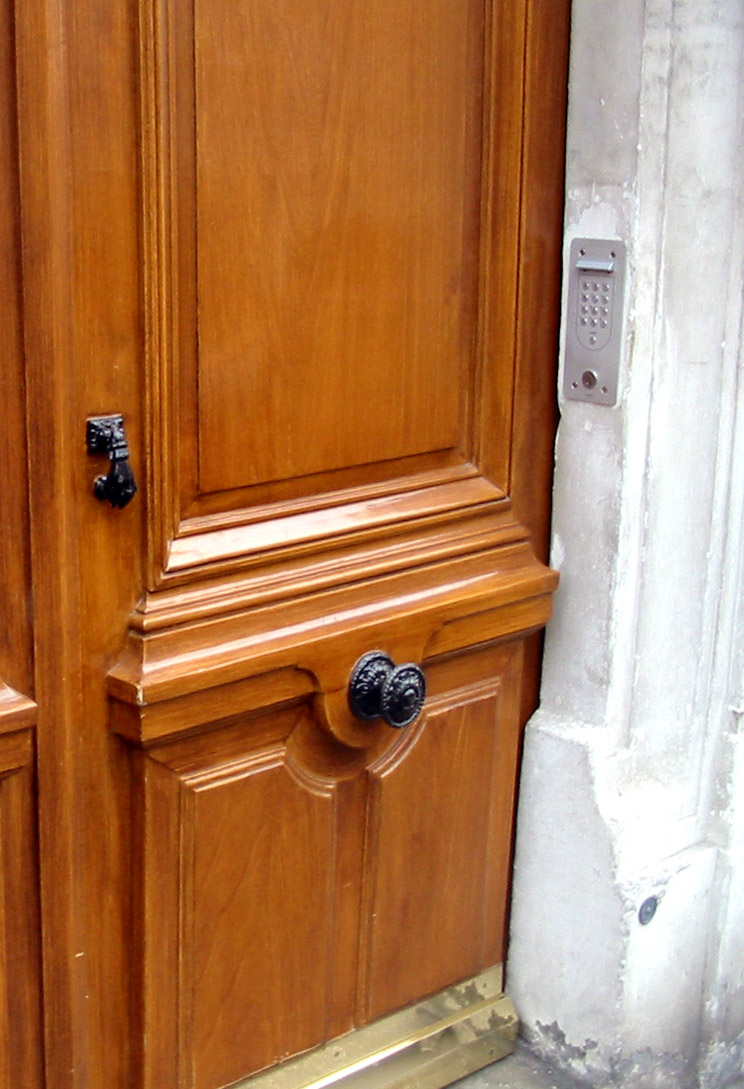
Một tay nắm cửa ở trung tâm của một cánh cửa tại Paris
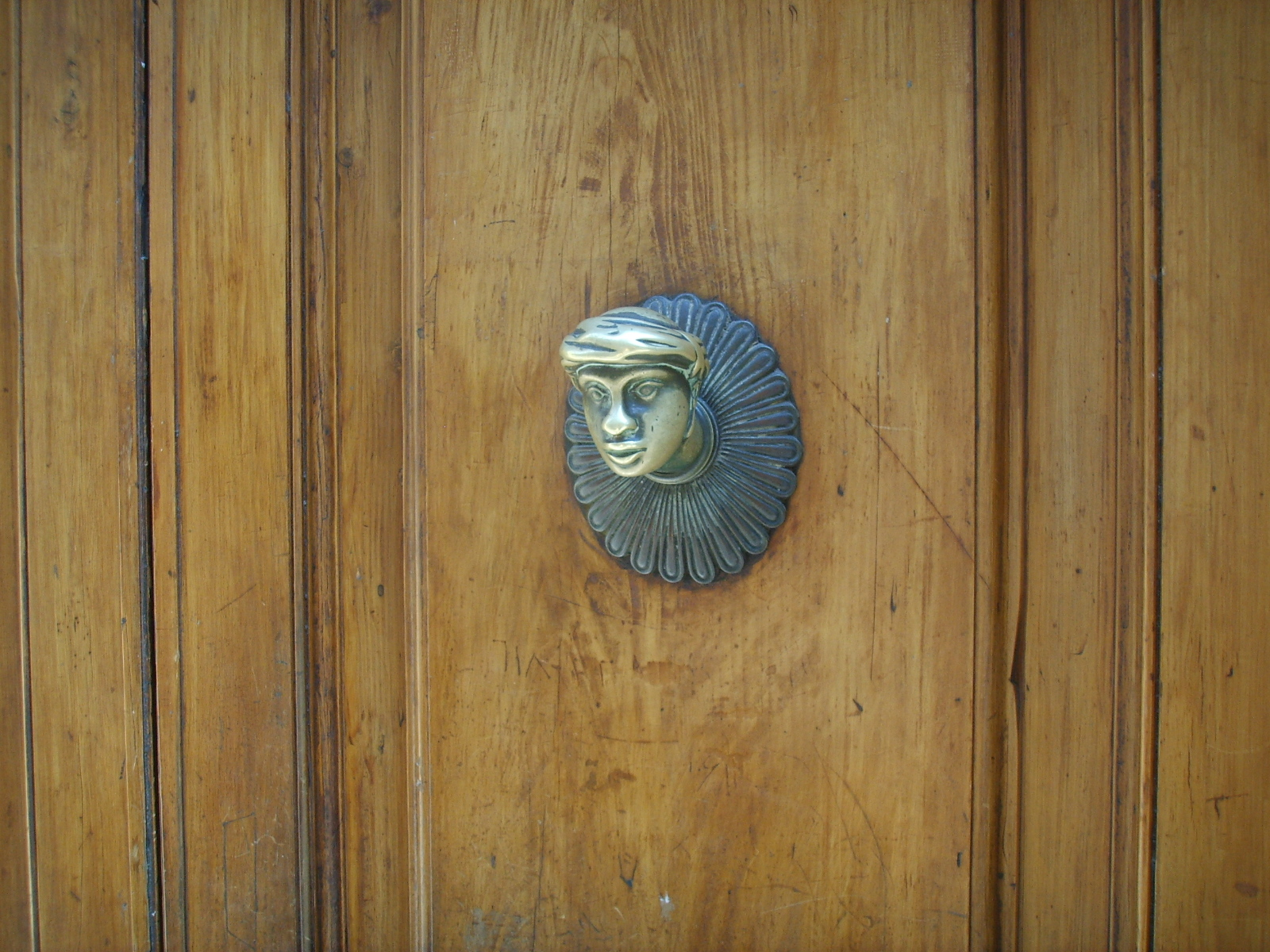
Tay nắm cửa có hình đầu, Florence
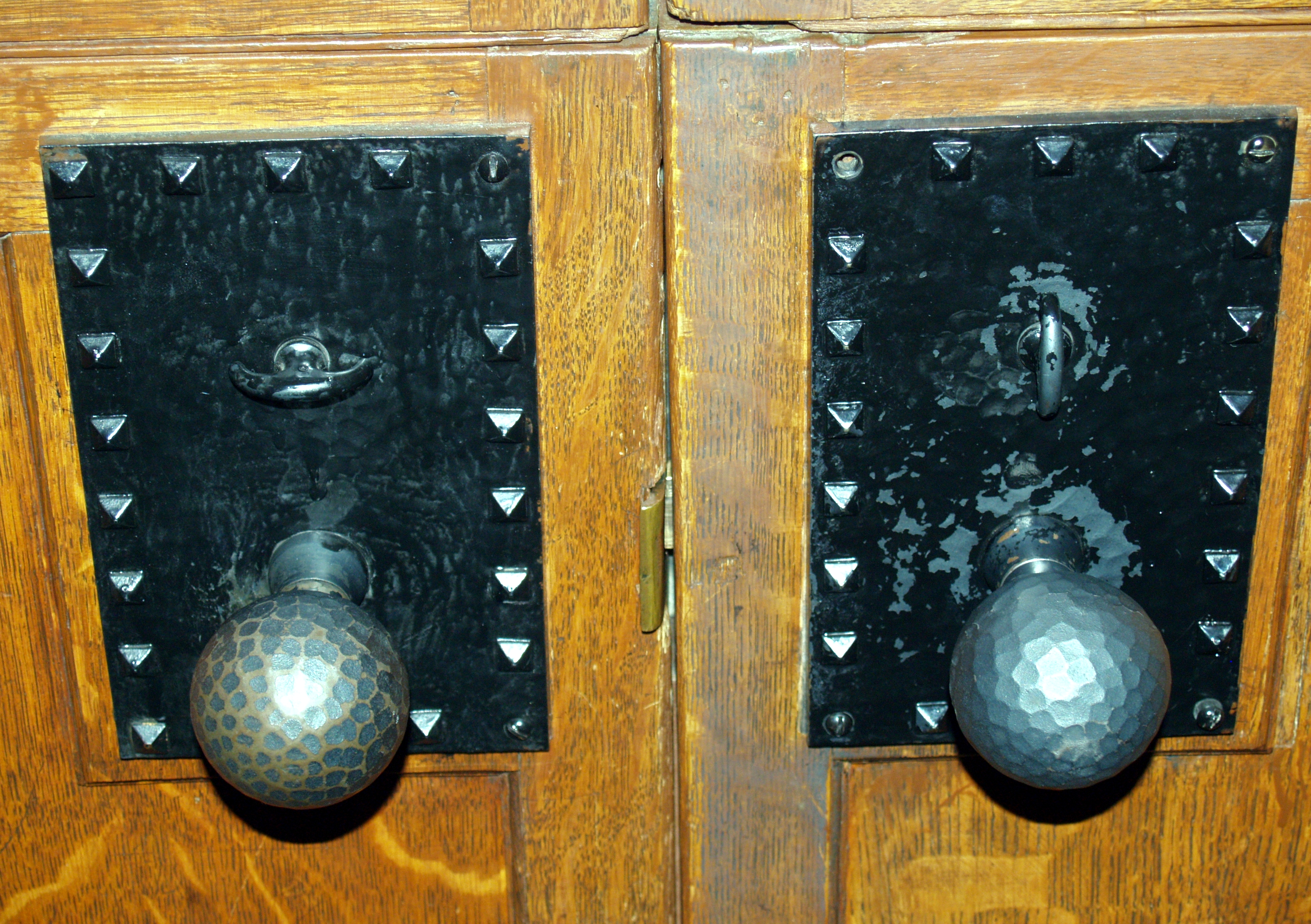
Tay nắm cửa ở lâu đài Glen Eyrie ở Colorado Springs, Colorado
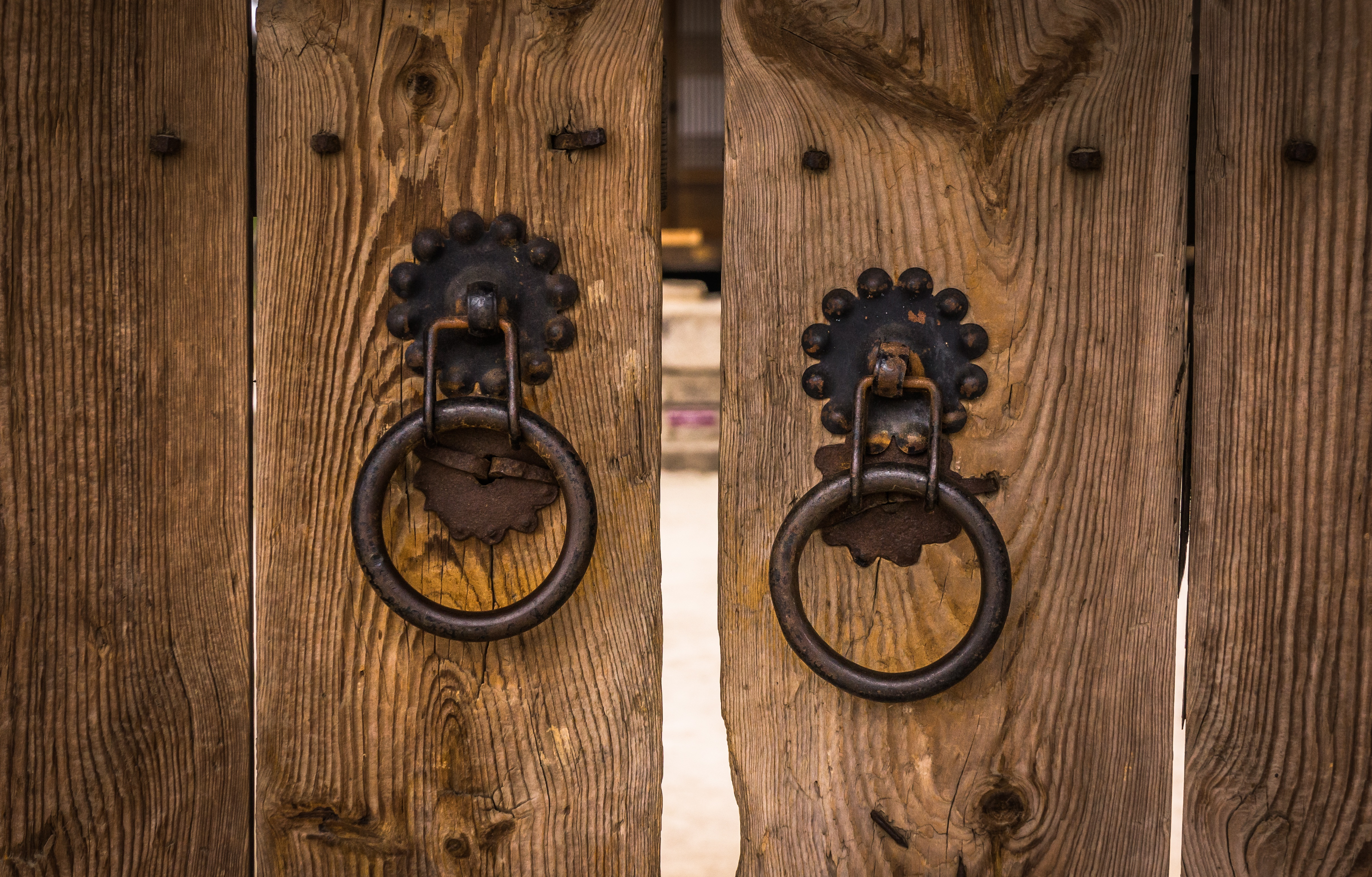
Tay nắm cửa truyền thống ở Hàn Quốc
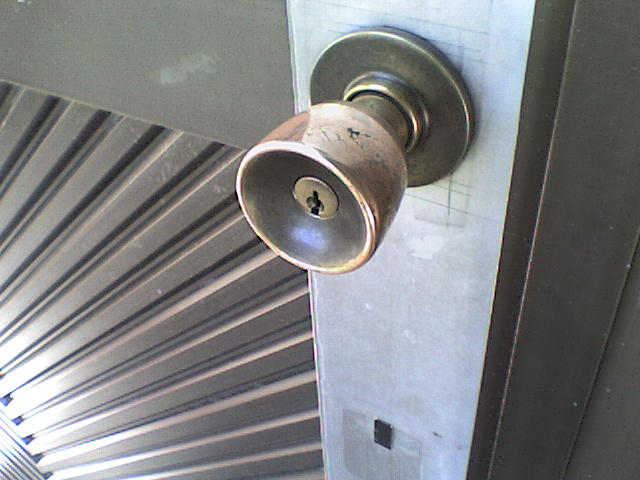
Tay nắm cửa hình Tulip ở Schlage
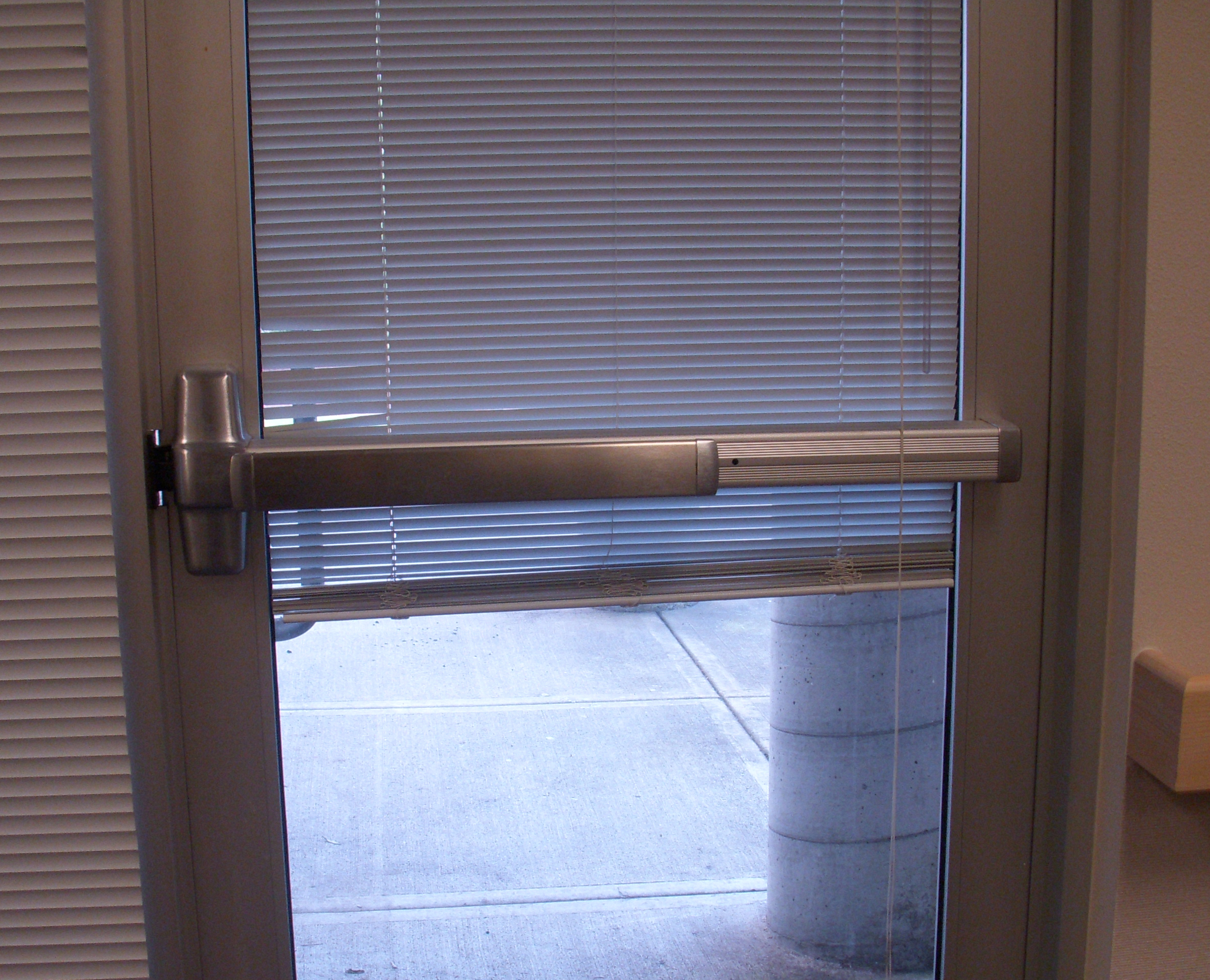
"Crash bar" xử lý cài đặt trên một cửa kính bên ngoài
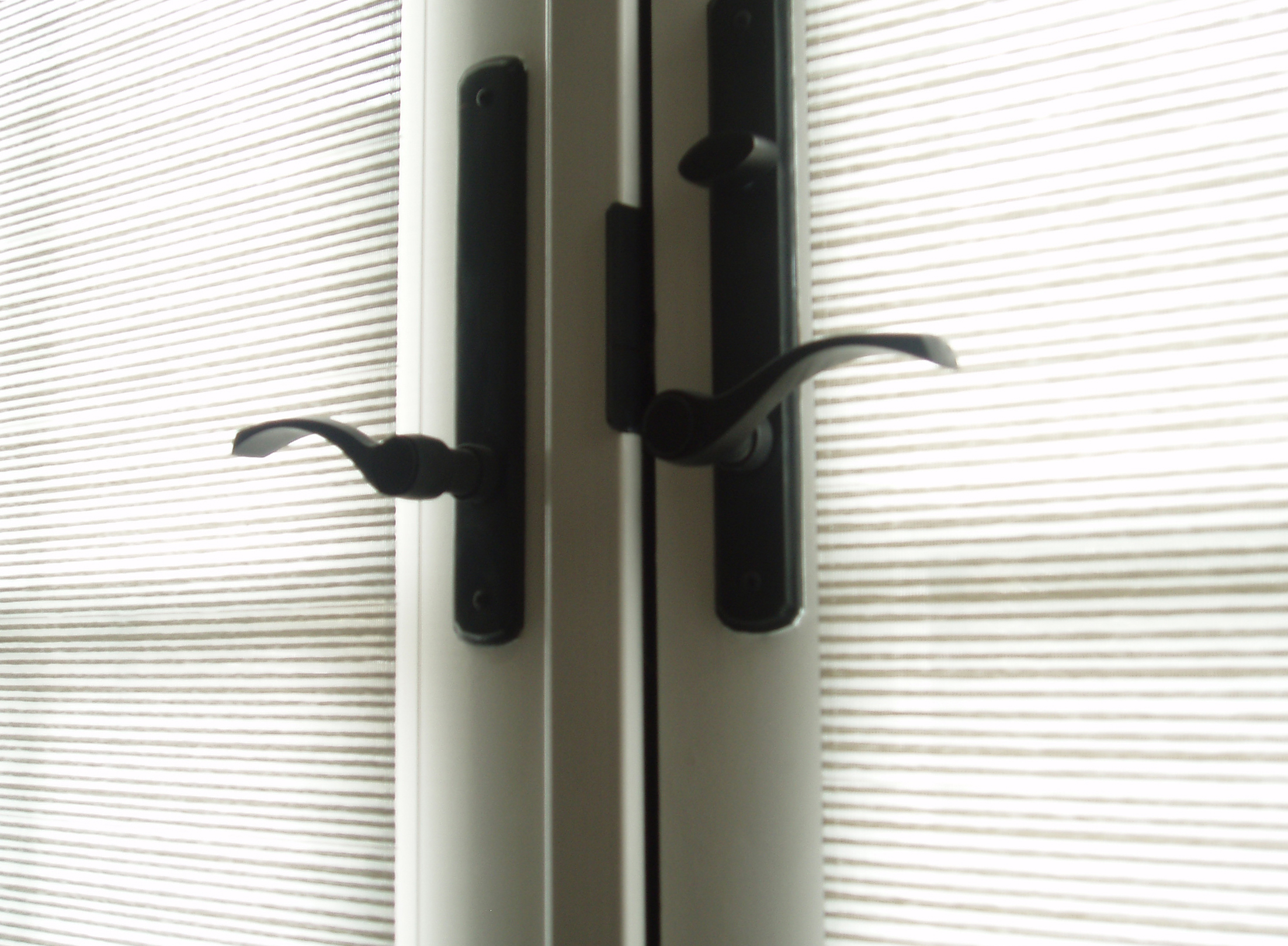
Tay nắm cửa kiểu đòn bẩy
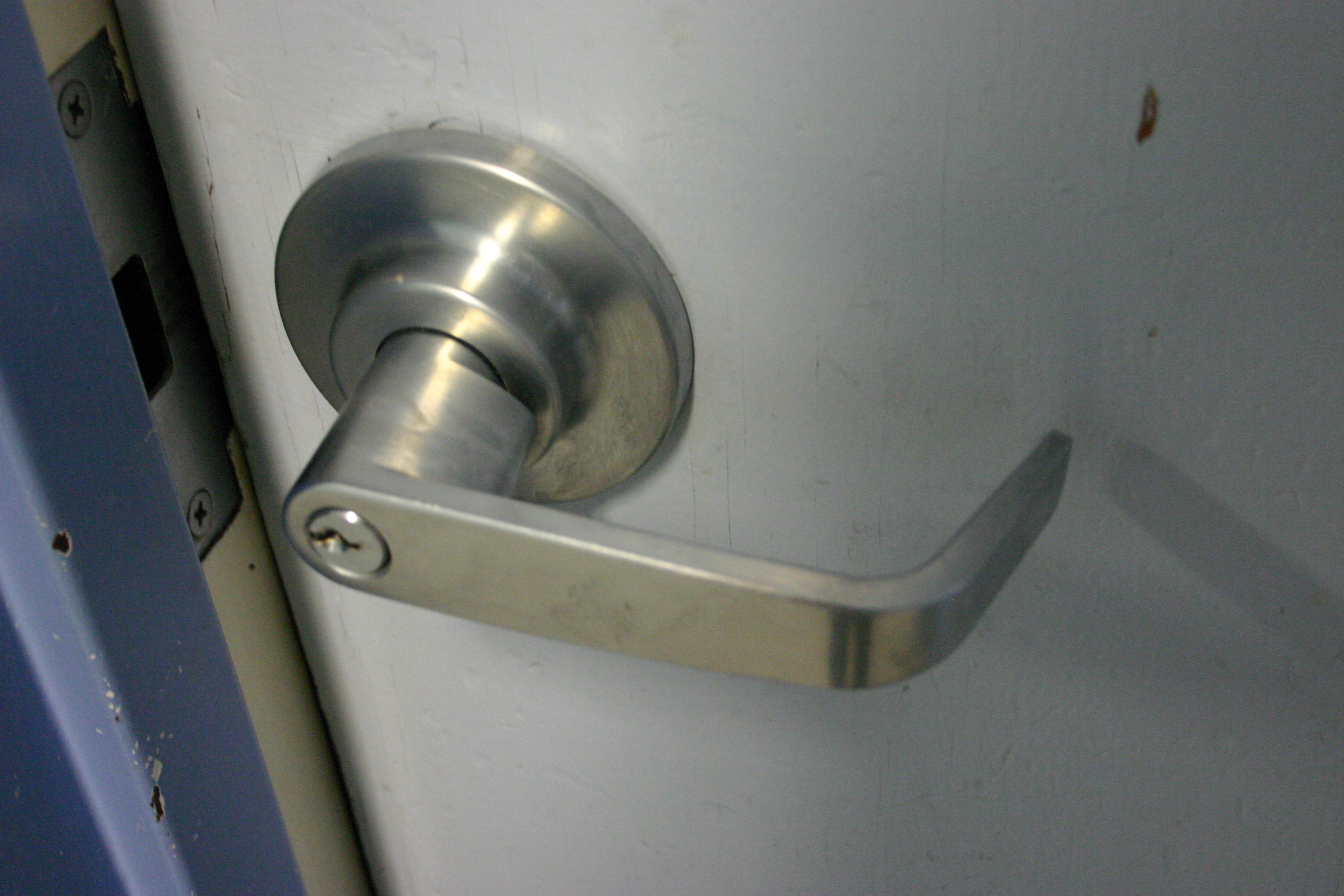
Tay nắm cửa đòn bẩy
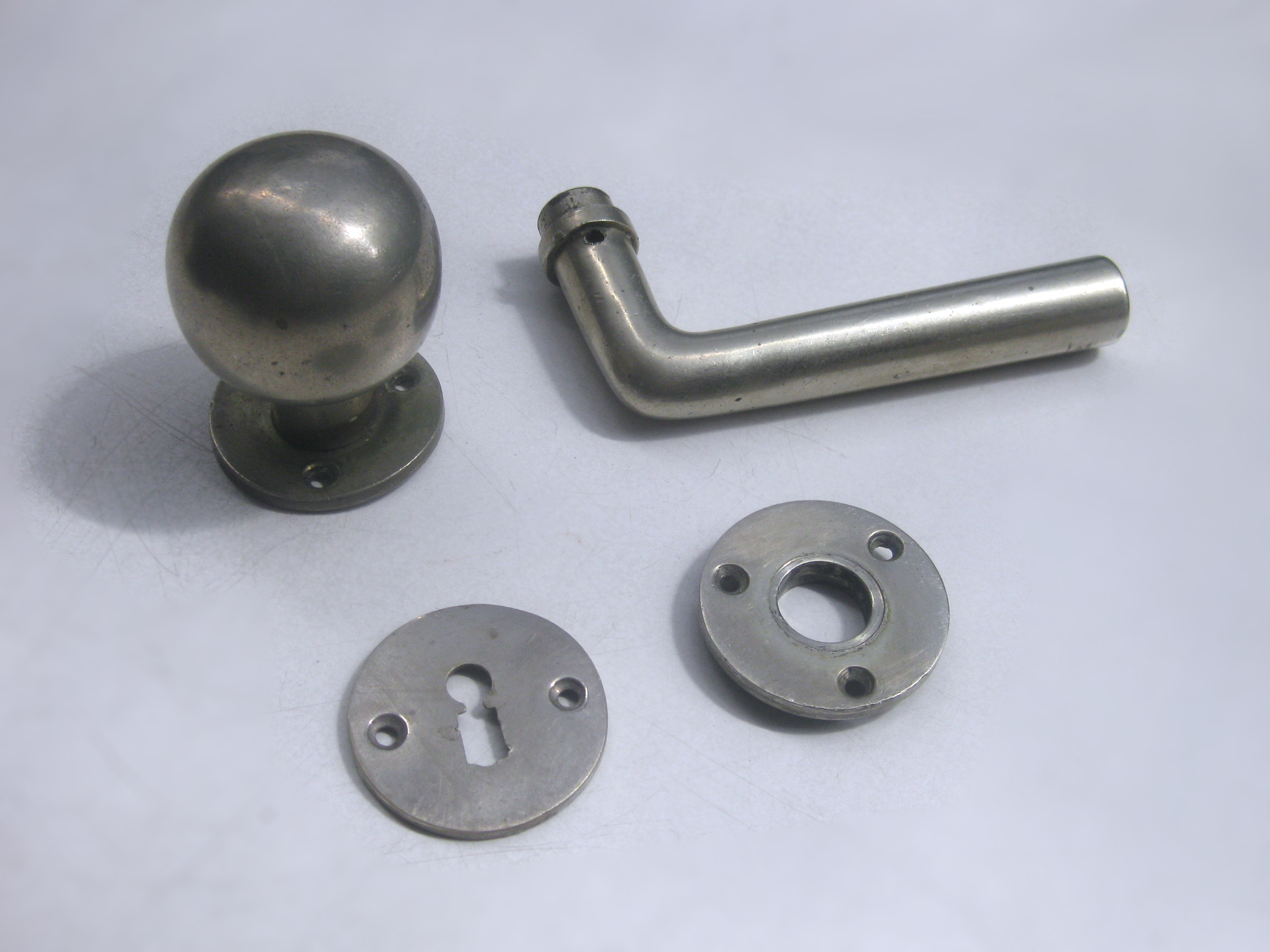
Tay nắm cửa được thiết kế bởi Ferdinand Kramer, năm 1925
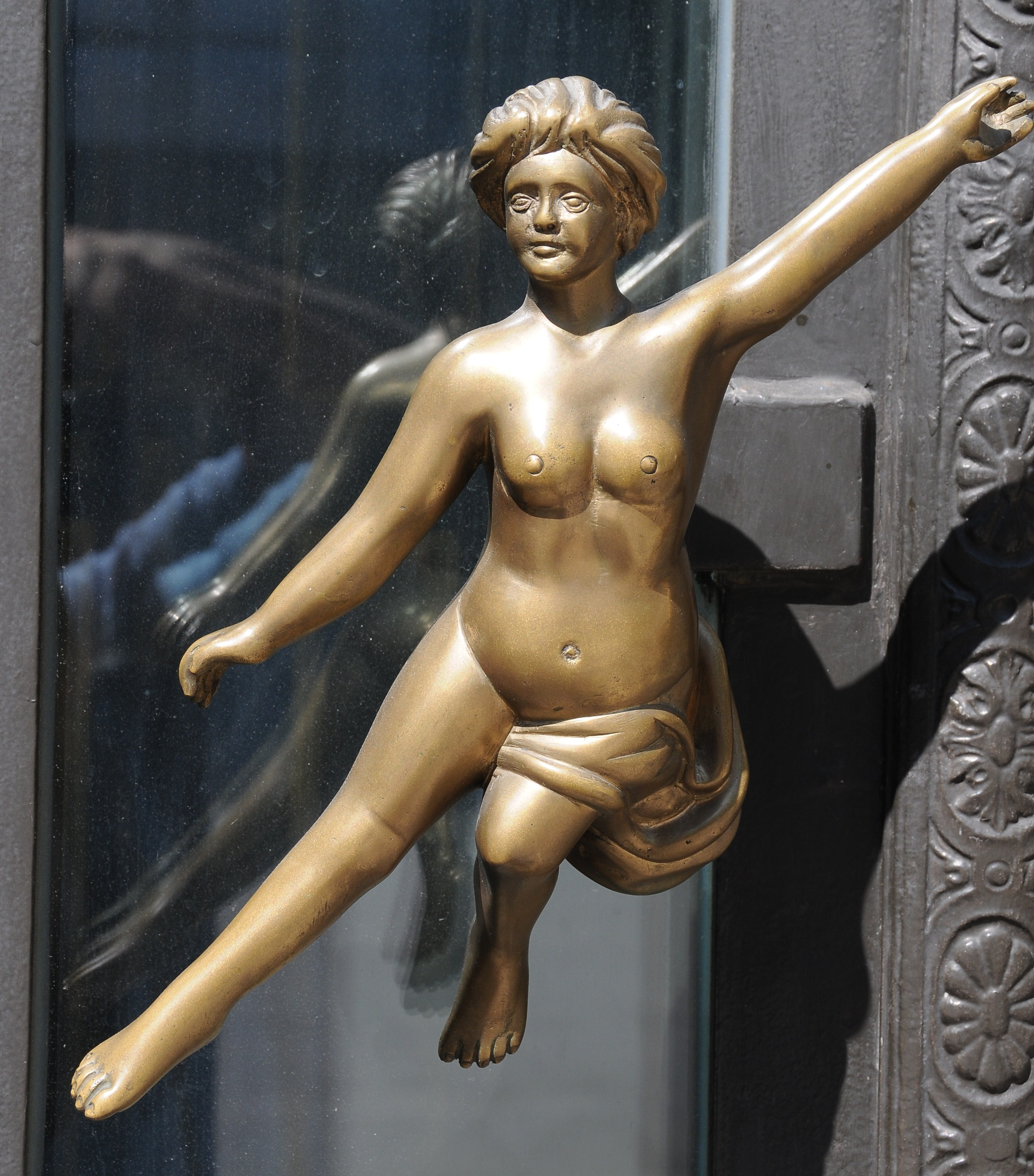
Một tay nắm cửa trong Theatro Circo, Braga, Bồ Đào Nha
Flush kéo xử lý Sklo+Glas cho cửa kính trượtFlush kéo xử lý Sklo+Glas cho cửa kính trượt